# Senaat (Frankrijk)
De Senaat (Frans: Sénat) is het hogerhuis van het tweekamerparlement van de Franse Republiek. Het lagerhuis van het Parlement van Frankrijk heet de Nationale Vergadering (Assemblée nationale).
De Senaat bestaat uit 348 leden, die sénateurs (senatoren) worden genoemd. Elk lid is gekozen voor een termijn van zes jaar voor een departement, met van een tot twaalf (Parijs) leden per departement, maar ook voor de Franse overzeese gebieden en burgers woonachtig buiten Frankrijk. De huidige voorzitter van de Senaat is Gérard Larcher. De voorzitter, die drie leden van de Grondwettelijke Raad mag benoemen voor een termijn van negen jaar, wordt bijgestaan door de andere leden van het bureau: acht ondervoorzitters, drie quaestores en veertien secretarissen.

## Samenstelling

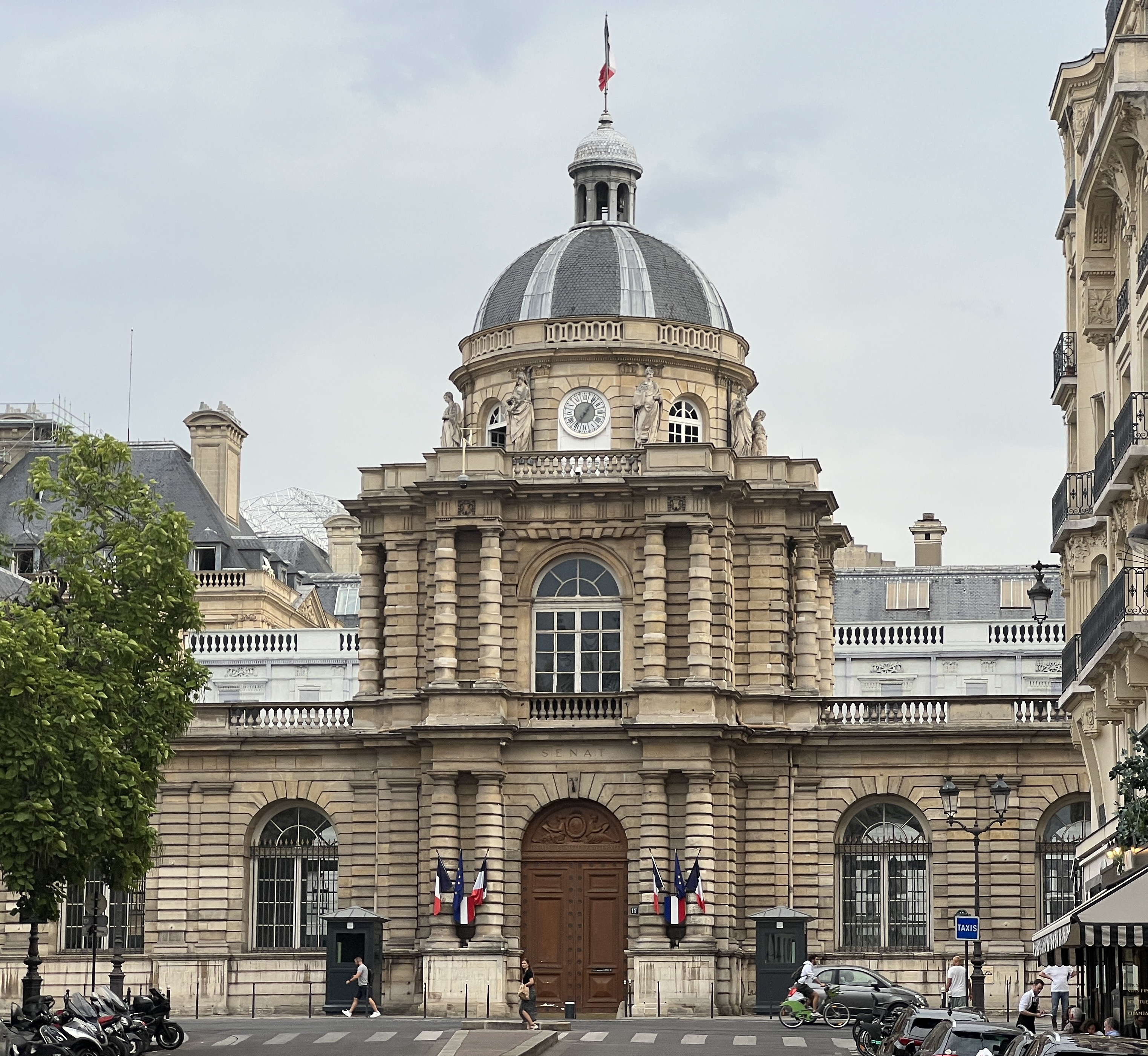
Het Palais du Luxembourg gezien vanuit de rue de Tournon

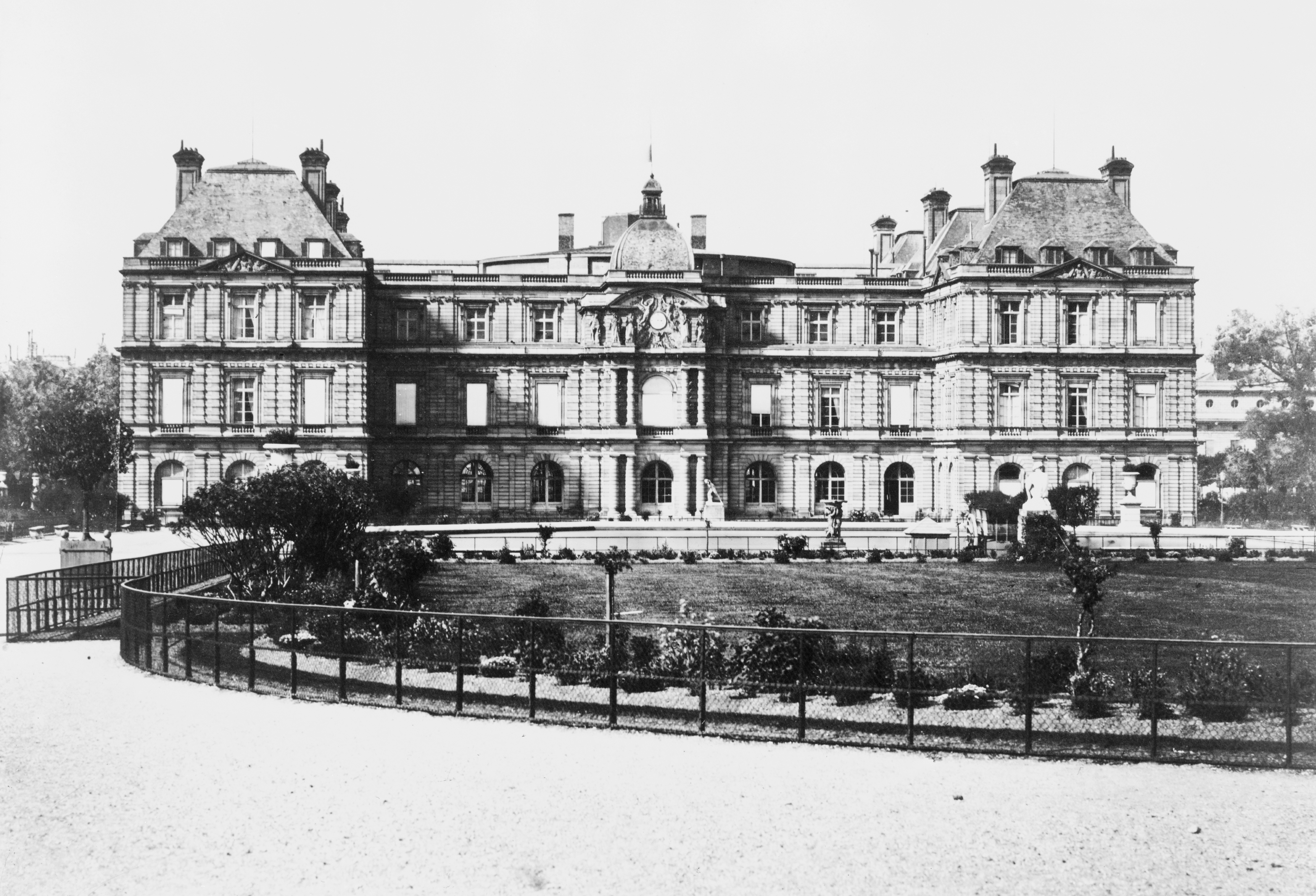
Het paleis in de tweede helft van de negentiende eeuw, vanuit de Jardin du Luxembourg

De Franse Senaat bestond tot september 2004 uit 321 senatoren die voor een periode van negen jaar waren gekozen. Sindsdien is de ambtstermijn van de senatoren verkort tot zes jaar. Gezien de veranderende demografische verhoudingen steeg het aantal senatoren in 2010 wel nog tot 348 verkozenen.
De senatoren worden trapsgewijs gekozen ("getrapte verkiezingen") door ongeveer 150.000 representanten van de lokale Franse overheden en leden van de Nationale Vergadering (Assemblée nationale). Dit systeem is vooral bevorderlijk voor het platteland. Men ziet dit als een verklaring waarom de Senaat sinds de instelling van de Vijfde Franse Republiek (1958) altijd conservatief bleef, tot aan 2011 toen de Parti socialiste voor het eerst de Senaat beheersten. Sinds 2014 echter hebben de rechtse, oppositionele partijen (Les Républicains 144 zetels, Union Centriste 42 zetels) er opnieuw de meerderheid.
In de traditie van de Franse Revolutie zitten de leden van de "rechtse" partijen, gezien van de zetel van de voorzitter, rechts en de leden van de "linkse" partijen links.
Er hebben ook afgevaardigden van de Franse overzeese gebiedsdelen zitting in de Senaat. Ook 12 in het buitenland levende Fransen hebben zitting in de Senaat.

## Rol in het wetgevingsproces

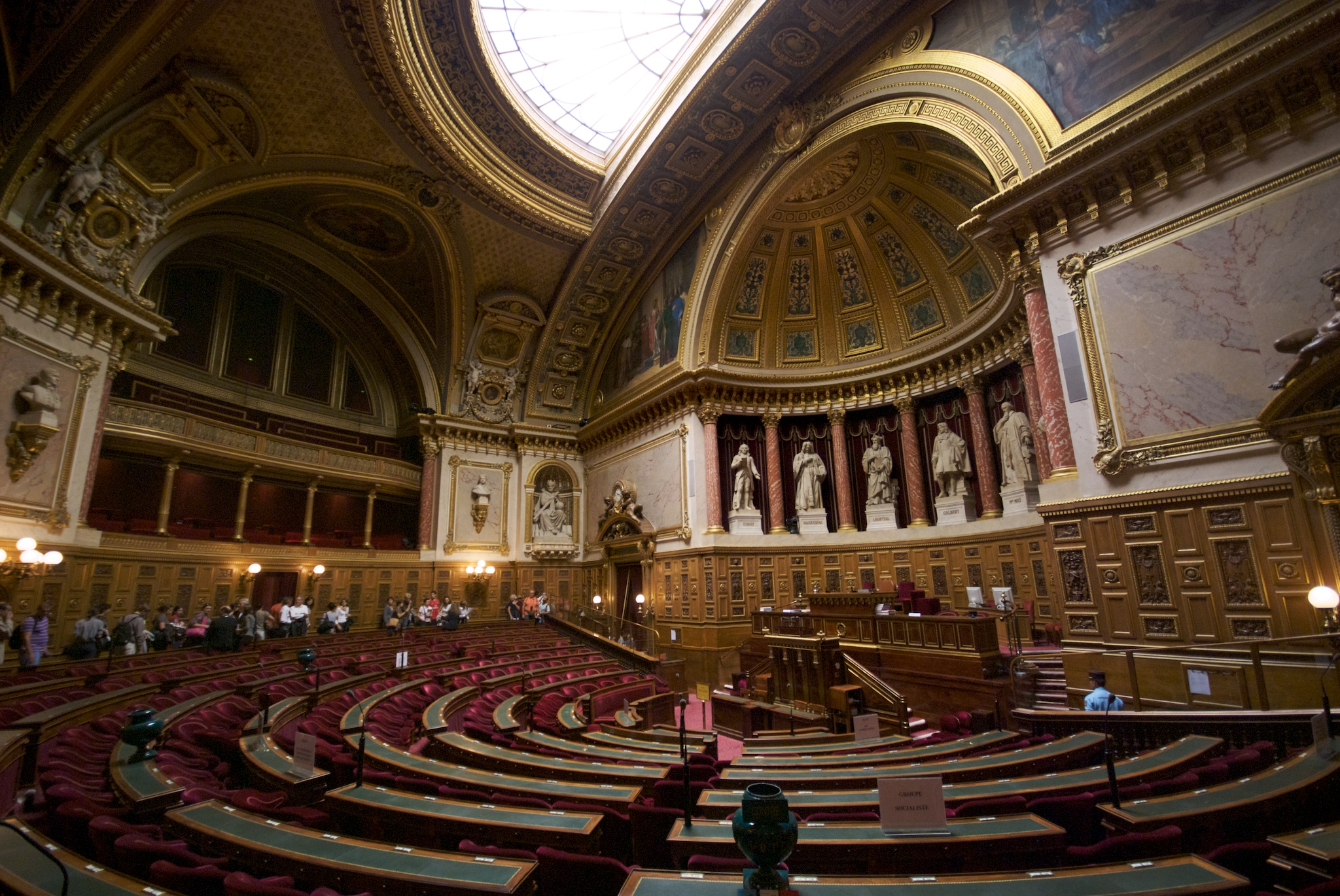
Amfitheater

Beide kamers van het Parlement van Frankrijk moeten een wet goedkeuren alvorens deze van kracht kan worden.
Als een wetsvoorstel door de Nationale Vergadering is geloodst mag de Senaat de wet echter inhoudelijk wijzigen – wat in Nederland de Senaat (Eerste Kamer) niet mag. In dat geval moet de Assemblée de gewijzigde wet in een tweede lezing opnieuw behandelen en goedkeuren. Maar als dan de Assemblée de wet weer wijzigt, moet de wet weer terug naar de Senaat, voor tweede lezing daar. Maar ook dan kan de Senaat opnieuw de wet wijzigen. In theorie kan dit pingpongspel eindeloos duren. Uiteindelijk kan de regering er, na een ingewikkelde procedure, voor kiezen om een wetsvoorstel alleen nog aan de Nationale Vergadering voor te leggen. Dit gebeurt echter zelden.

## Overige macht van de Senaat
De Senaat controleert de regering, maar kan haar niet ten val brengen. In dat opzicht is zijn macht beperkter dan die van de Assemblée. Wel heeft de Senaat net als de Assemblée het recht van enquête. Hij maakt daarvan regelmatig gebruik en heeft zo aanzienlijke misstanden aan het licht gebracht.
De machtigste persoon in de Senaat is de voorzitter. Volgens de Franse grondwet is de Senaatsvoorzitter interim-president van de Franse Republiek, wanneer de post van president tussentijds
vacant komt. Dit is gebeurd in 1969 en 1974. Beide keren was het Alain Poher die tijdelijk het Élysée betrok.

## Benamingen van de Senaat
| Benaming                 | Nederlandse vertaling | Tijdvlak                                                       |
| ------------------------ | --------------------- | -------------------------------------------------------------- |
| Conseil des Anciens      | Raad van Ouden        | Directoire (1795-1799)                                         |
| Sénat conservateur       | Conservatieve Senaat  | Consulaat en Eerste Franse Keizerrijk (1799-1814)              |
| Chambre des pairs        | Kamer van pairs       | Restauratie en Juli-monarchie (1814-1848)                      |
| Sénat                    | Senaat                | Tweede Franse Keizerrijk en Derde Franse Republiek (1851-1940) |
| Conseil de la République | Raad van de Republiek | Vierde Franse Republiek (1946-1958)                            |
| Sénat                    | Senaat                | Vijfde Franse Republiek (1958-heden)                           |

## Huisvesting
De Senaat is gehuisvest in het Palais du Luxembourg, in het 6e arrondissement van Parijs. Het Palais du Luxembourg wordt bewaakt door de Republikeinse Garde (Garde républicaine), zoals andere belangrijke regeringsgebouwen. De tuinen van het paleis, de Jardin du Luxembourg, zijn opengesteld voor het publiek.

## Samenstelling na de verkiezingen van 2014
| Parlementaire groepering | Parlementaire groepering                                      | Partijen                                            | 2014 Serie 2                        | Totaal Serie 1 + Serie 2 |
| ------------------------ | ------------------------------------------------------------- | --------------------------------------------------- | ----------------------------------- | ------------------------ |
|                          | Groupe Union pour un Mouvement Populairea                     | UMPb RUMP Union des démocrates et indépendantsc DVD | 90                                  | 144                      |
|                          | Groupe Union des démocrates et indépendants - Union Centriste | PRV MoDem NC AC FED Tapura Huiraatira UDId          | 24                                  | 43                       |
|                          | Groupe RDSEe                                                  | UMPf                                                | 0                                   | 1                        |
|                          | Totaal Centrum + Rechts (oppositie)                           | Totaal Centrum + Rechts (oppositie)                 | Totaal Centrum + Rechts (oppositie) | 193                      |
|                          | Groupe RDSEe                                                  | PRG PS-dissidents DVG                               | 6                                   | 12                       |
|                          | Groupe Socialiste                                             | PS Divers Gauche                                    | 49                                  | 111                      |
|                          | Groupe CRC-PGC                                                | PCF PG PCR                                          | 2                                   | 18                       |
|                          | Groupe écologiste                                             | EELV Parti Écologiste MoDemg PS-dissidents DVG      | 0                                   | 10                       |
|                          | Totaal Links (regering)                                       | Totaal Links (regering)                             | Totaal Links (regering)             | 151                      |
|                          | Niet-Ingeschrevenen                                           | NI                                                  | 7                                   | 9                        |
|                          | Totaal                                                        | Totaal                                              | Totaal                              | 348                      |

a V.a. mei 2015: Groupe Les Républicains

b V.a. mei 2015: Les Républicains

c Minderheid, meerderheid lid van de fractie Groupe UMP (LR)

d Rechtstreekse leden

e Onafhankelijke fractie met zowel centrumrechtse (1) als centrumlinkse leden (12)

f Minderheid, 1 lid, v.a. mei 2015 partijloos

g Minderheid, meerderheid van deze partij lid van fractie Groupe UDI-UC

## Samenstellingen na de verkiezingen van 2004, 2008 en 2011
| Parlementaire groepering | Parlementaire groepering                 | Partijen                    | 2004 | 2008 | 2011 |
| ------------------------ | ---------------------------------------- | --------------------------- | ---- | ---- | ---- |
|                          | Groupe Union pour un Mouvement Populaire | UMP PRV CNI RPF             | 159  | 151  | 132  |
|                          | Groupe Union Centriste                   | MoDem NC Alliance Centriste | 30   | 29   | 31   |
|                          | Totaal Rechts                            | Totaal Rechts               | 189  | 180  | 163  |
|                          | Groupe Socialiste                        | PS Les Verts                | 95   | 116  | 130  |
|                          | Groupe CRC-PGC                           | PCF PG PCR                  | 23   | 23   | 21   |
|                          | Groupe écologiste                        | EELV                        |      |      | 10   |
|                          | Totaal Links                             | Totaal Links                | 118  | 139  | 161  |
|                          | Groupe RDSE                              | PRG LGM MRC PRV             | 17   | 17   | 17   |
|                          | Niet-Ingeschrevenen                      | NI                          | 6    | 7    | 7    |
|                          | Totaal                                   | Totaal                      | 331  | 343  | 348  |

## Senaatsvoorzitters sinds 1958

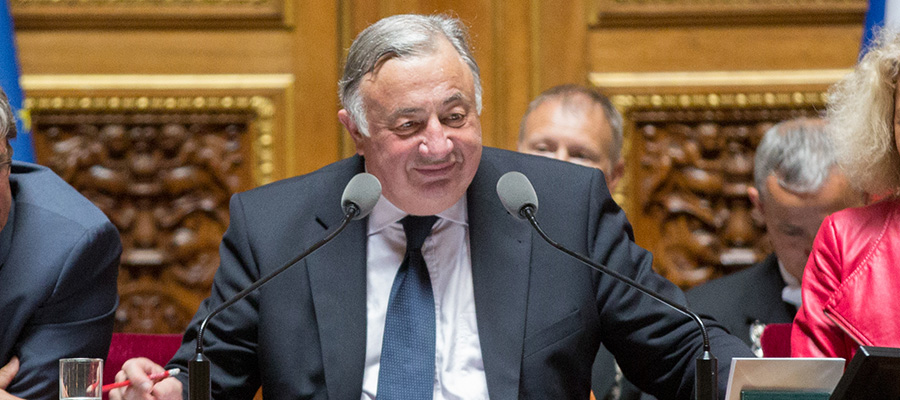
Gérard Larcher, voorzitter van de Senaat van 2008 tot 2011 en opnieuw sinds 2014

Onder de Vijfde Republiek kent Frankrijk zes senaatsvoorzitters:
- Gaston Monnerville, 1958-1968
- Alain Poher, 1968-1992
- René Monory, 1992-1998
- Christian Poncelet, 1998-2008
- Gérard Larcher, 2008-2011 en 2014-heden
- Jean-Pierre Bel, 2011-2014